# Wolfgang Durner (Rechtswissenschaftler)
Wolfgang Durner (* 1967 in Ulm) ist ein deutscher Rechtswissenschaftler und Hochschullehrer an der Universität Bonn.

## Leben
Wolfgang Durner begann 1987 an der Julius-Maximilians-Universität Würzburg ein Studium der Rechts- und Politikwissenschaft. Später wechselte er an die Freie Universität Berlin sowie an die Ludwig-Maximilians-Universität München. In München schloss Durner 1992 sein Studium mit dem Ersten Staatsexamen ab. Im Jahr darauf erwarb er einen LL.M. an der London School of Economics. Zwischen 1994 und 1996 absolvierte Wolfgang Durner sein Rechtsreferendariat am Kammergericht Berlin und wurde zugleich in München mit einer Schrift über den Antiparlamentarismus in Deutschland zum Dr. phil. promoviert. Anschließend folgten Tätigkeiten bei der Unabhängigen Sachverständigenkommission zum Umweltgesetzbuch und ein einjähriger Aufenthalt als Visiting Fellow an der Universität Stanford. Zwischen 1999 und 2001 war Durner als Rechtsanwalt in München tätig. Im Jahre 2000 erfolgte die Promotion mit einer völkerrechtlichen Schrift zum Dr. iur. in Berlin.
2001 wurde Wolfgang Durner wissenschaftlicher Assistent bei Hans-Jürgen Papier am Institut für Politik und öffentliches Recht der Universität München. Dort habilitierte sich Durner im Jahr 2004 und vertrat zunächst einen Lehrstuhl in Berlin, ehe er 2005 an die Rheinische Friedrich-Wilhelms-Universität Bonn berufen wurde. Seitdem ist Wolfgang Durner Inhaber einer W3-Professur für öffentliches Recht in Bonn.
Wolfgang Durner ist verheiratet und hat zwei Kinder.

## Schriften
- Antiparlamentarismus in Deutschland. Königshausen und Neumann, Würzburg 1997, ISBN 3-8260-1270-4.
- Common Goods. Statusprinzipien von Umweltgütern im Völkerrecht. Nomos, Baden-Baden 2001, ISBN 978-3-7890-7047-1, S. 356.
- Konflikte räumlicher Planungen. Mohr Siebeck, Tübingen 2005, ISBN 3-16-148508-4.